# Lithobius moellensis
Lithobius moellensis är en mångfotingart som beskrevs av Karl Wilhelm Verhoeff 1940. Lithobius moellensis ingår i släktet Lithobius och familjen stenkrypare.
Artens utbredningsområde är Österrike. Inga underarter finns listade i Catalogue of Life.